# Battaglia di Crannone
La battaglia di Crannone fu combattuta il 5 settembre 322 a.C. tra le forze del Regno di Macedonia comandate dai Diadochi Antipatro e Cratero e le forze greche alleate guidate dagli Ateniesi, e fu la battaglia decisiva della guerra lamiaca. La vittoria macedone obbligò i Greci a chiedere la pace, ponendo fine alla libertà delle poleis e rafforzando l'egemonia macedone sulla Grecia.

## Antefatti
Alla notizia della morte di Alessandro Magno avvenuta a Babilonia nel giugno del 323 a.C., gli Ateniesi decisero di ribellarsi al dominio macedone sulla Grecia e, reclutato un esercito di mercenari e ricevuto l'aiuto di diverse città greche, furono inizialmente vittoriosi contro i Macedoni: una preponderante forza alleata costrinse il generale macedone Antipatro a rinchiudersi nella città di Lamia e a chiedere rinforzi in Oriente. Il comandante delle truppe macedoni di soccorso ad Antipatro assediato a Lamia, Leonnato, fu ucciso in uno scontro con la cavalleria greca, ma permise ad Antipatro di rompere l'assedio e di unirsi alle forze di Leonnato. Il successivo arrivo di un terzo esercito macedone, comandato da Cratero, sbilanciò il rapporto di forze decisivamente a favore dei Macedoni. Antipatro e Cratero marciarono con i loro eserciti riuniti verso sud, per obbligare alla battaglia i Greci; questi raccolsero le forze disperse e andarono incontro ai Macedoni a Crannone, in Tessaglia.

## La battaglia
Confidando nella grande fama della sua cavalleria tessale, il generale ateniese Antifilo decise di ritentare a vincere lo scontro con la cavalleria, come fatto precedentemente nella vittoria su Leonnato: la battaglia vide quindi lo scontro tra la cavalleria greca e quella macedone. Ma mentre le due cavallerie erano impegnate, Antipatro fece caricare le linee greche dalla propria fanteria: i Greci arretrarono a causa della superiorità numerica nemica, ma si disposero su di una altura, da dove poterono respingere gli assalti nemici. La cavalleria greca, però, vedendo arretrare la propria fanteria, si sganciò dalla battaglia, lasciando il campo e la vittoria ai Macedoni.
Sebbene l'esercito greco fosse ancora intatto, i Macedoni avevano chiaramente guadagnato l'iniziativa nella guerra. Dopo una concertazione col proprio comandante della cavalleria Menone di Farsalo, Antifilo inviò una ambasceria ad Antipatro il giorno seguente, chiedendo i termini per la pace, ma il generale macedone rifiutò di discuterli con l'alleanza greca nel suo complesso, insistendo invece che ciascuna città inviasse i propri ambasciatori. Inizialmente gli alleati greci si rifiutarono di contrattare separatamente la pace, ma i Macedoni conquistarono diverse città tessali e causarono una serie di defezioni, con ciascuna città che tentava di ottenere la pace indipendentemente dalle altre. Atene, abbandonata dai suoi alleati, fu alla fine obbligata ad arrendersi incondizionatamente: Antipatro obbligò gli Ateniesi ad accettare una guarnigione macedone in città e a rinunciare al regime democratico in cambio di uno oligarchico sotto la guida di Focione.